# سیارک ۷۵۴۸
سیارک ۷۵۴۸ (به انگلیسی: 7548 Engstrom، نامگذاری:1980FW2) هفت هزار و پانصد و چهل و هشتمین سیارک کشف شده‌است که در ۱۶ مارس ۱۹۸۰ کشف شد.
قدر مطلق سیارک برابر ۱۳٫۵۰ است.